# 뉴아일랜드섬

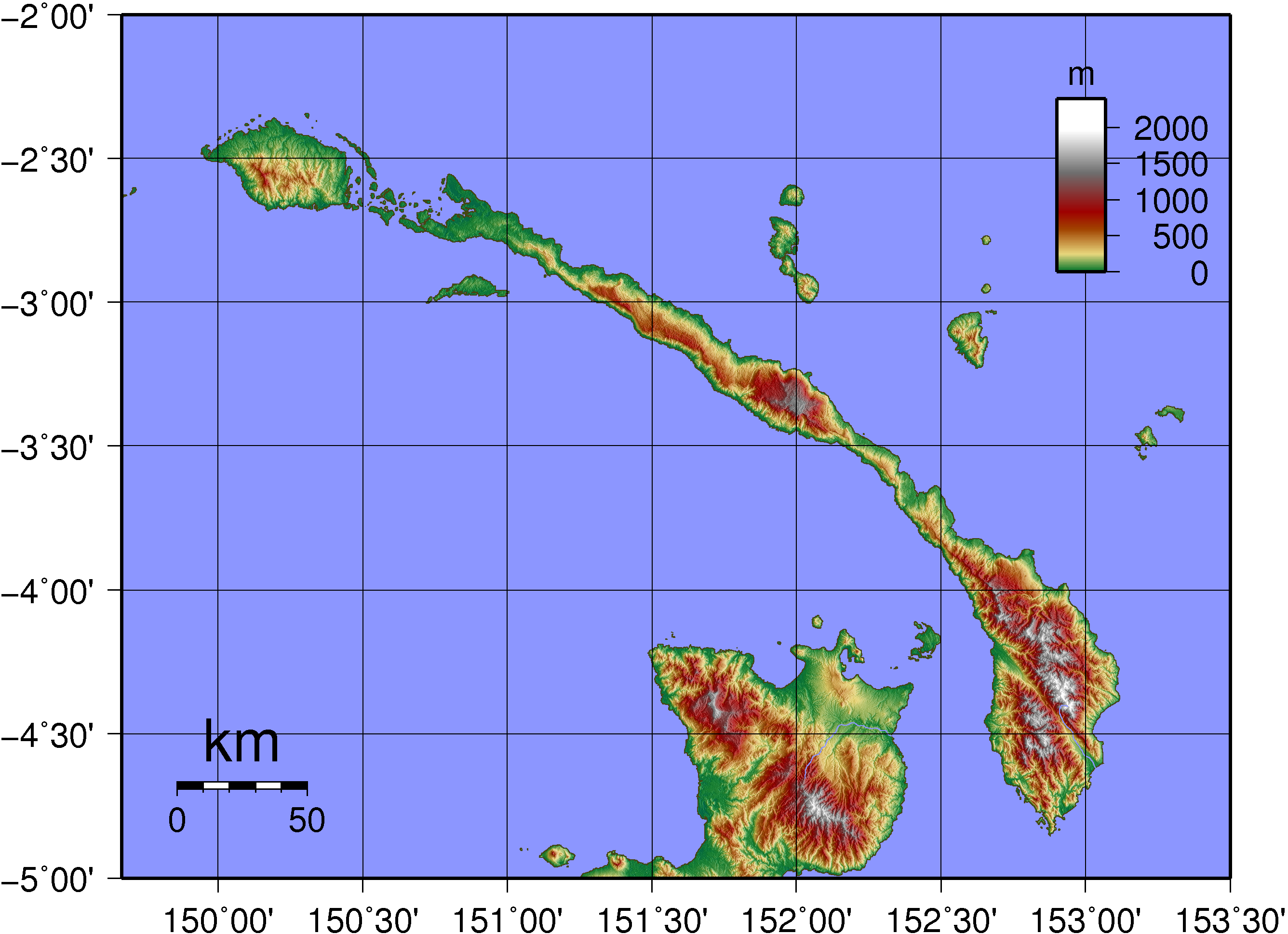
뉴아일랜드 섬 지형도

뉴아일랜드섬(New Ireland)은 파푸아뉴기니의 섬으로, 면적은 7,404 km2이며 뉴아일랜드주의 대부분을 차지한다. 비스마르크 제도에 속하며 흔히 화승총 모양을 하고 있다고 묘사된다. 길고 좁은 산의 연속체로 되어 있으며 길이는 320km에 달하고 너비는 10 km에 불과하나 중심부의 산들은 높고 거칠다. 가장 높은 산은 람벨산(해발 2,150 m)이다. 적도에서 남쪽으로 1~5분 정도 걸리는 위치한다.